# Phil Boyer
Philip John „Phil“ Boyer (* 25. Januar 1949 in Nottingham) ist ein ehemaliger englischer Fußballspieler.

## Sportlicher Werdegang
Boyer spielte in der Jugend bei Derby County und rückte 1966 in den Kader der Wettkampfmannschaft auf, kam aber weder unter Tim Ward noch dessen Nachfolger Brian Clough zu einem Pflichtspieleinsatz. Daher ging der Stürmer im Sommer 1968 zu York City in die Fourth Division. Hier bildete er mit Ted MacDougall ein torgefährliches Sturmduo, das dem Klub in den folgenden Jahren zur Etablierung in der vierten Spielklasse verhalf. Nachdem MacDougall 1969 zu Bournemouth & Boscombe Athletic gewechselt war, folgte ihm Boyer im Winter 1970 während der laufenden Spielzeit 1970/71 – obwohl beide Klubs Konkurrenten im Aufstiegskampf waren. Mit elf Saisontreffern trug er zum Aufstieg in die Third Division bei, wo in der Spielzeit 1971/72 als Tabellendritter unter Trainer John Bond beinahe der Durchmarsch gelang.
Anfang Februar 1974 folgte Boyer dem wenige Monate zuvor verpflichteten Bond zu Norwich City in die First Division, wo der zwischenzeitlich bei West Ham United spielende MacDougall kurz zuvor ebenfalls angeheuert hatte. Am Ende der Spielzeit 1973/74 stieg er mit dem Klub aus der höchsten Spielklasse ab, schaffte aber den direkten Wiederaufstieg und erreichte mit dem Zweitdivisionär im Wettbewerb um den League Cup 1974/75 das Finalspiel. Dort blieben MacDougall, Boyer und Co im Wembley-Stadion ohne eigenen Treffer, Ray Graydon führte Aston Villa mit dem Treffer des Tages zu einem 1:0-Sieg und damit Titelgewinn. In der Spielzeit 1975/76 gelang als Tabellenzehnter der ungefährdete Klassenerhalt in der ersten Liga, im Frühjahr 1976 wurde Boyer dabei in die englische Nationalelf berufen. Am 24. März des Jahres lief er unter Don Revie bei einem 2:1-Erfolg über Wales auf. Der Nationalelfdebüt für einen Spieler von Norwich City blieb sein einziger Nationalmannschaftseinsatz.
1977 holte Lawrie McMenemy Boyer zum FC Southampton in die Second Division, wo er den nach dem Abstieg aus der ersten Liga zu Manchester City transferierten Mick Channon ersetzen sollte und erneut an der Seite von MacDougall spielte. In der Spielzeit 1977/78 erzielte er 17 Tore und war damit maßgeblich am Wiederaufstieg als Tabellenzweiter hinter den Bolton Wanderers beteiligt. Im Wettbewerb um den League Cup 1978/79 stand er erneut auf dem Rasen des Wembley-Stadions, nach einer 2:3-Niederlage gegen Nottingham Forest – er blieb ohne Torerfolg, die Treffer für die Saints erzielten David Peach und Nick Holmes – verließ er das Stadion erneut ohne Trophäe. Während der Spielzeit 1979/80 verpasste er kein Ligaspiel und erzielte 23 Saisontore, damit krönte er sich zum Erstligatorschützenkönig. Nachdem der Klub im Sommer 1980 Kevin Keegan vom Hamburger SV verpflichtet hatte, fand er sich dennoch nur noch in der Rolle des Ergänzungsspielers. Im November 1980 wechselte er daher zum von Bond trainierten Ligakonkurrenten Manchester City, kam jedoch verletzungsbedingt in den folgenden Jahren nur sporadisch zum Einsatz, so verpasste er auch das gegen Tottenham Hotspur im Wiederholungsspiel mit 2:3 verlorene Endspiel um den FA Cup 1980/81 – es war die 100. Austragung des Wettbewerbs. 1982 spielte er während der Sommerpause kurzzeitig aus Leihbasis für Bulova SA aus Hongkong.
Ab 1983 ließ Boyer seine Karriere im Non-League football ausklingen, hier spielte er für Grantham Town, den AFC Stamford und Shepshed Dynamo.
Später arbeitete Boyer für eine Bank, parallel war er als Scout für verschiedene Klubs inklusive Northampton Town und den FC Blackpool tätig.